# Église Sainte-Croix de Millery
L'église Sainte-Croix est située dans la commune de Millery, dans le Rhône. 
Depuis 1939, elle est inscrite aux monuments historiques.

## Historique
Vers 1460, l'église est édifiée à l'emplacement d'un oratoire et d'une croix. Elle regroupe un mélange de styles: le chœur, la nef et la chapelle de la vierge (1545) sont de style gothique tandis que la chapelle du sacré-cœur est de style roman. Cette dernière est dédiée à Sainte-Anne jusqu'en 1885.
Des sacristies, décorées par d'anciennes fenêtres gothiques issues du XVe siècle, se situent derrière le grand chœur et les deux chapelles. La sacristie derrière la chapelle de la Vierge a été la chapelle des seigneurs de Millery (ancienne ouverture pratiquée dans le mur du côté droit de l'autel).

## Description
Elle est située sur une terrasse atteignable par un escalier qui se dédouble en son milieu.
Le chœur et la nef représentent le montant d'une croix latine et les deux chapelles les bras de la croix.
Le tympan qui surmonte la porte d'entrée renferme un bas-relief représentant Jésus caressant les petits enfants. On peut lire: "Sinite parvulos venire ad me". Sûrement pour faire référence aux fidèles devant apporter la simplicité de l'enfance aux saints mystères.

## Galerie d'images

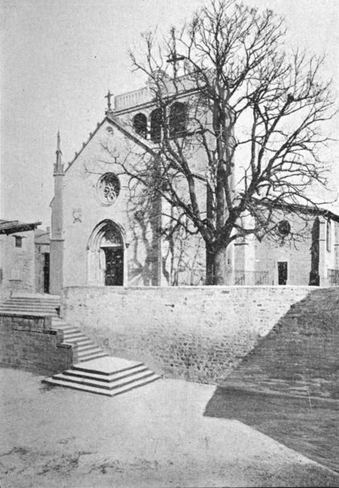
L'église de Millery en 1899 prise par M.Bourgey
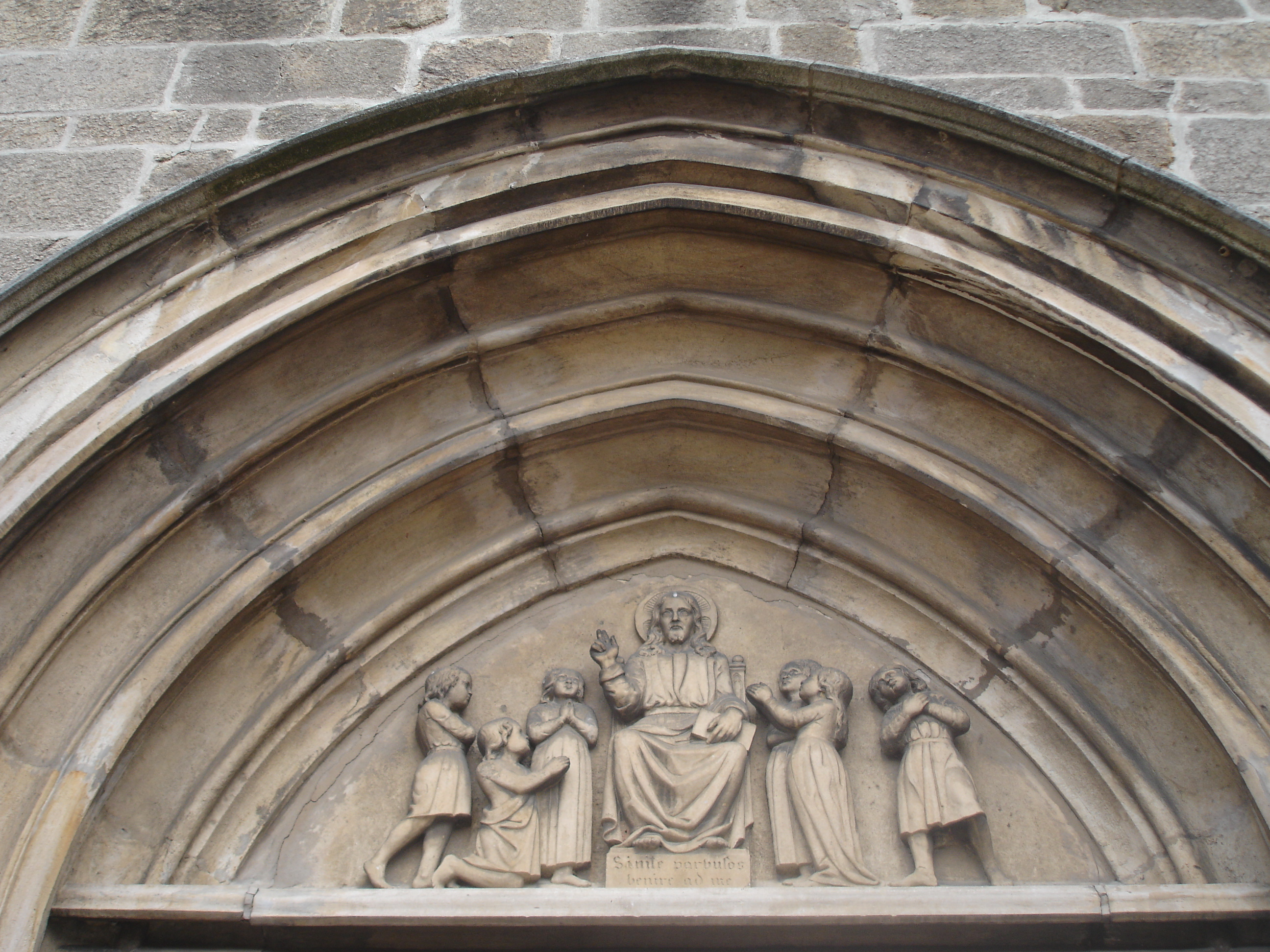
Fronton de l'église Sainte-Croix